# Wojciech Władysław Jezierski
Wojciech Władysław Lewald Jezierski herbu Rogala – sędzia tucholski w latach 1684-1690, ławnik tucholski w latach 1662-1680.
Poseł na sejm konwokacyjny 1668 roku z powiatu tucholskiego. Poseł na sejm nadzwyczajny 1670 roku z powiatu tucholskiego.